# Rio Cardines
Rio Cardines, né le 7 janvier 2006 à Stevenage, est un footballeur international trinidadien qui évolue au poste de piston ou arrière latéral au Crystal Palace FC.

## Biographie

### Carrière en club
Né à Stevenage en Angleterre, Rio Cardines est formé au Stevenage FC, avant de rejoindre en 2022 Crystal Palace, où il s'illustre d'abord en équipe de jeune avec le club de championnat d'Angleterre. Il remporte notamment la Premier League International Cup en 2024 avec les moins de 23 ans, équipe avec qui il atteint aussi les demi-finales de la Premier League 2, buteur alors qu'il éliminé 6-0 Chelsea en quart,. 

### Carrière en sélection
Cardines est international avec l'équipe de Trinité-et-Tobago des moins de 20 ans.
En juillet 2023, Cardines est nommé pour la première fois avec l'équipe senior de Trinité-et-Tobago, au sein d'un groupe préliminaire de 60 joueurs pour Gold Cup 2023. Il honore sa finalement sa première sélection le 27 mai 2025, lors d'un match de l'Unity Cup contre la Jamaïque.

## Palmarès
En août 2025, il est sur le banc lors du sacre au Community Shield 2025.